# Central Prince
Central Prince est une municipalité rurale dans le  Comté de Prince à l'Île-du-Prince-Édouard qui a été constituée le 28 septembre 2018 par fusion de deux municipalités. Les municipalités qui ont fusionné étaient les municipalités rurales de Ellerslie et  Lady Slipper.